# AKAT-1

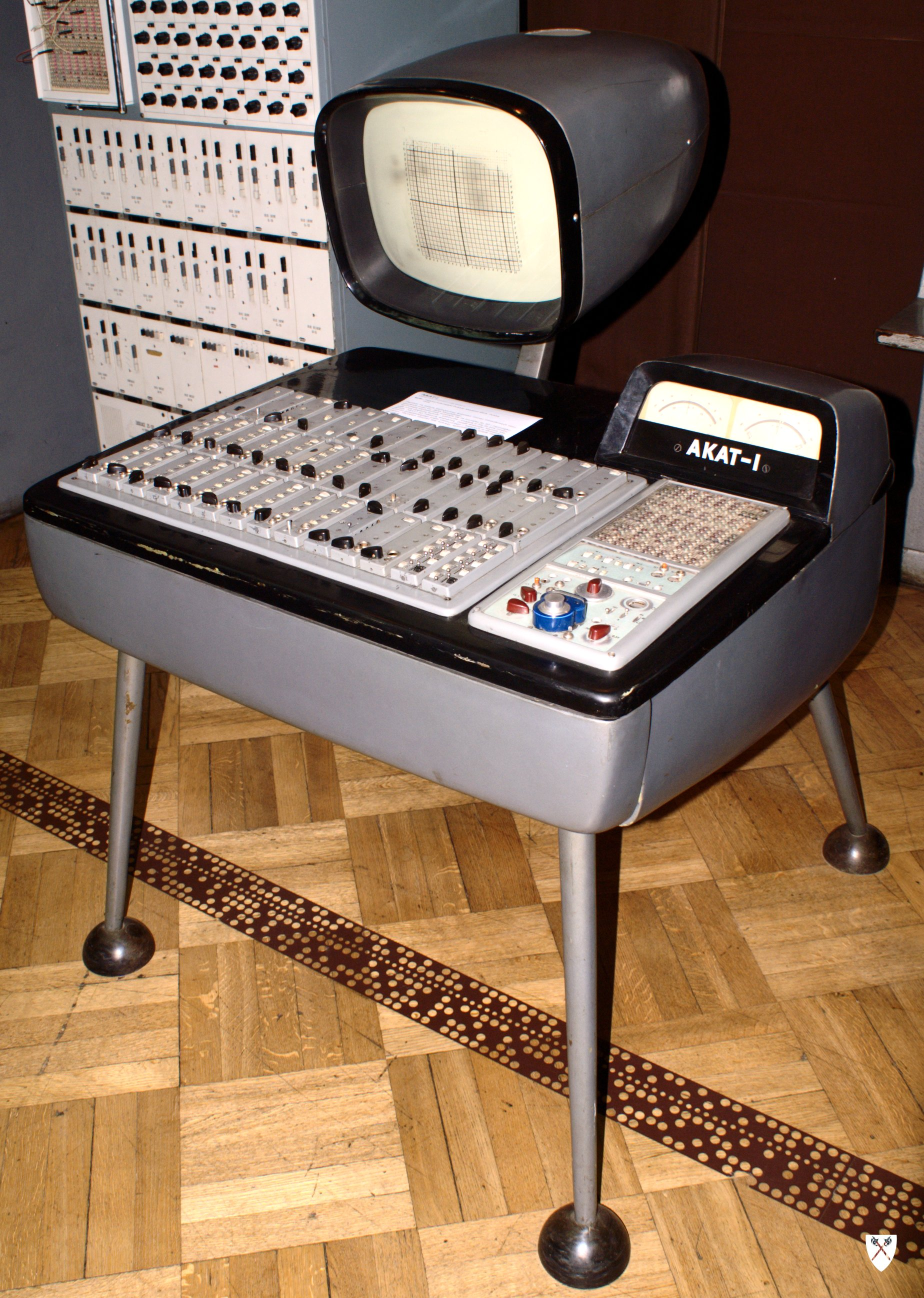
AKAT-1

AKAT-1 – pierwszy na świecie tranzystorowy  analizator równań różniczkowych (komputer analogowy), konstrukcji Jacka Karpińskiego, wykonany w 1959 roku przez Instytut Automatyki Polskiej Akademii Nauk.

## Opis
Analizator był przeznaczony do rozwiązywania układów równań różniczkowych i symulacji procesów.
Obudowę komputera w Zakładach Artystyczno-Badawczych ASP w Warszawie zaprojektował zespół projektowy: Stanisław Miedza-Tomaszewski, Andrzej Jan Wróblewski, Stanisław Siemek i Olgierd Rutkowski.
Urządzenie znajduje się w zbiorach Narodowego Muzeum Techniki w Warszawie.